# Юліан, герцог Галланда
Принц Юліан Герберт Фольке, герцог Галланда (швед. Julian Herbert Folke; нар. 26 березня 2021, Дандерид, лен Стокгольм, Швеція) — шведський принц, третя дитина принца Карла Філіпа та його дружини принцеси Софії, онук короля Карла XVI Густава та королеви Сільвії. Сьомий у лінії успадкування шведського престолу після свого старшого брата принца Габріеля та перед тіткою принцесою Мадлен.

## Біографія
11 грудня 2020 року було офіційно оголошено, що принц Карл Філіп і принцеса Софія чекають на появу  третьої дитини. 
26 березня 2021 року об 11:19 у лікарні Дандерида народився їх третій син принц Юліан. 
При народженні він важив 3200 грамів і мав зріст 49 сантиметрів. На зустрічі з урядом король Карл XVI Густав повідомив  ім'я та титули принца.
За традицією у Замковій церкві Стокгольму відбувся подячний молебень. Через пандемію коронавірусу на  ньому були присутні лише король, королева, принц Карл Філіп, принц Александр, Ерік і Марі Геллквіст та Ліна Геллквіст - найближча рідня принца.
Принц Юліан був охрещений у замковій церкві Дроттнінггольма 14 серпня 2021 року. Церковну службу провели головний придворний проповідник єпископ Йохан Далман та пастор придворного проповідника Королівської придворної асамблеї Майкл Б’єркхаген.
Хрещеними батьками принца стали двоюрідний брат Карла Філіпа Патрік Зоммерлат, друзі батьків новонародженого - подружжя Йохан та Стіна Андерсони, друг Карла Філіпа Якоб Хегфельдт і подруга Софії Фріда Вестерберг.
Після рішення короля Карла XVI Густава від 7 жовтня 2019 року щодо змін приналежності членів його родини до королівського дому Швеції, діти принца Карла Філіпа більше не належать до королівського дому і, таким чином, більше не мають статусу Королівської Високості.
З врахуванням цього, Юліан має титул принца, але вважається приватною особою.  Він не буде брати участь у публічних заходах від імені короля,  не матиме обмежень щодо майбутньої роботи, а витрати на його життя покриватимуться парламентом. Водночас принц Юліан має право на успадкування шведського престолу.